# Castelo de Maceda
O Castelo de Maceda localiza-se no município de Maceda, na província de Ourense, comunidade autónoma da Galiza, na Espanha.
O atual conjunto arquitetônico apresenta um predomínio de elementos palacianos sobre os elementos defensivos, fruto da extensa remodelação promovida na Idade Moderna para adequá-lo às funções residenciais.

## História

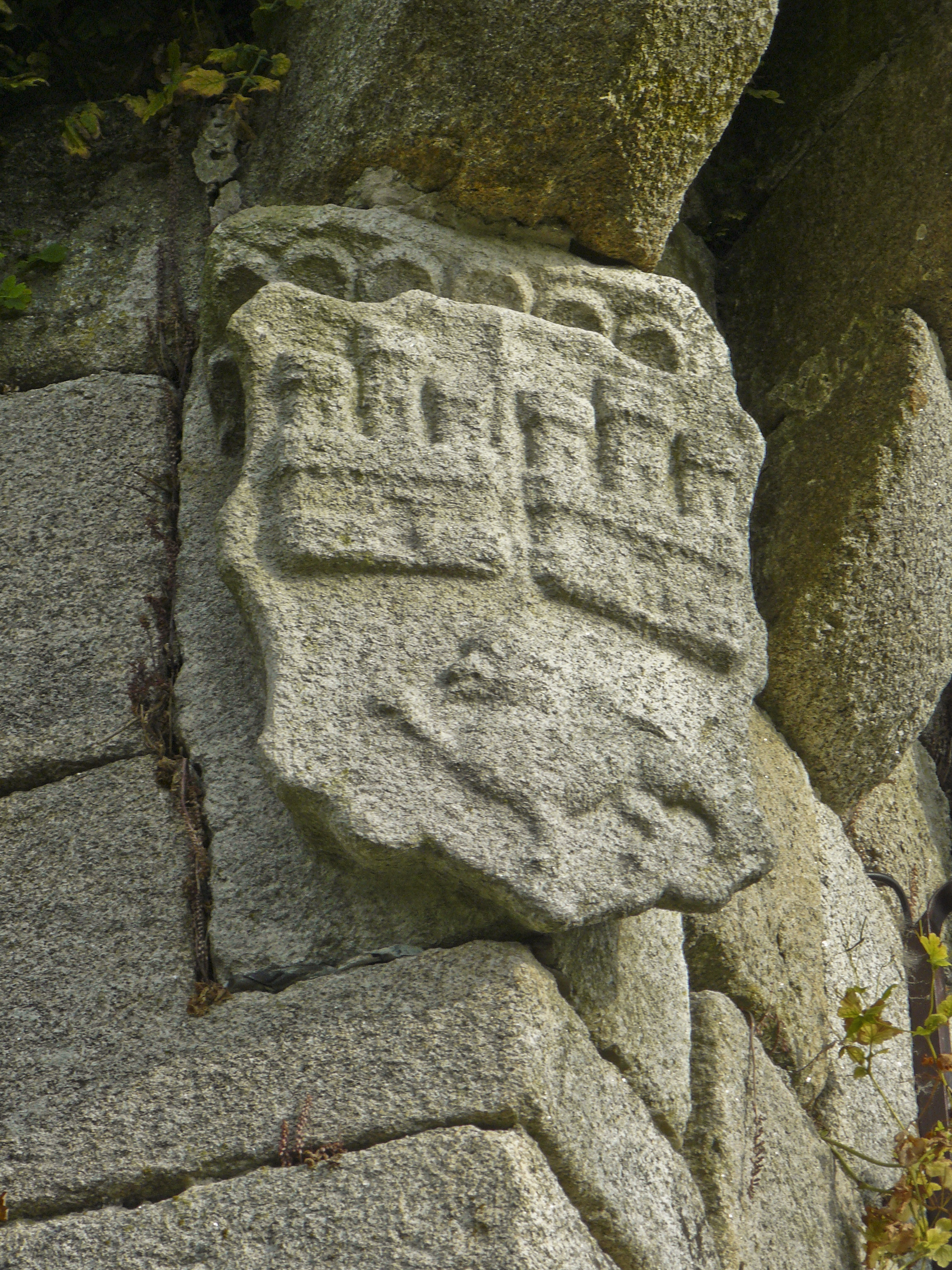
Castelo de Maceda, Espanha.

A sua origem remonta aos últimos anos do século XI quando foi iniciada a torre de menagem, possivelmente por determinação real. Mais tarde, o castelo e seus domínios foram doados como dote de María Fernández, filha do conde de Trava e da condessa de Portugal, Teresa de Leão, por ocasião do seu matrimónio com Xoán Ares de Novoa, passando a integrar os domínios dos Novoa.

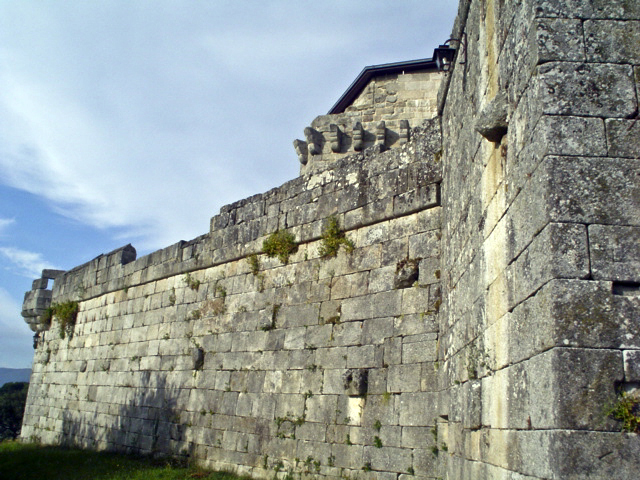
Castelo de Maceda, Espanha.

Durante a Grande Revolta Irmandinha o castelo foi atacado e arrasado pelas forças dos revoltosos, sob o comando de Diego de Lemos.
No século XVII constata-se que era o conde de Maceda, D. Alonso de Lanzós e Novoa, descendente de Alonso de Lanzós, um dos principais dirigentes dos irmandinhos.
No século seguinte passou às mãos da família Tabuada, e desta à do Paço Cambadês de Fefiñáns.
Desde o século XVII que o complexo vinha se deteriorando até que, em 1993 o concelho de Maceda o adquiriu, iniciando obras de restauração que despertaram polémica. Alguns estudiosos observam que algumas das soluções arquitectónicas a que se recorreu durante esse trabalho não foram as mais felizes.
Atualmente encontra-se restaurado e requalificado como hotel-monumento.

## Características
Construído com perpianhos de granito regulares, que conservam as marcas dos canteiros que os cortaram.
O elemento mais antigo é a torre de menagem, de planta quadrada, que remonta ao século XI. É acedida por uma porta com arco de volta perfeita. No primeiro pavimento abrem-se duas seteiras, tendo o segundo sido profundamente reformado.
A torre é envolvida por uma cerca percorrida em seu alto por um adarve e balestreiros, delimitando uma praça de armas. Nesta abre-se uma cisterna, escavada na rocha-mãe. Serve para salvar uma profundeza de setenta metros para chegar às águas do rio Chaioso.
Já na Idade Moderna produzem-se importantes trabalhos de remodelação transformando-se os elementos existentes para se adequarem à função de moradia, erguendo-se novas dependências.
A muralha exterior também foi objeto de significativas reformas. Conforma-se em quatro lados com ameias com balestreiros e outras ameias com buracos. Os seus vértices reforçam-se com uma torre de planta quadrada e no outro extremo outra de planta circular.
Numa última fase construtiva, o conjunto foi adequado ainda mais à sua função residencial, acrescentando-lhe mais elementos palacianos, miradoiros abalaustrados e uma soleira.

## Curiosidades
De acordo com a tradição, neste castelo criou-se o rei Afonso X, o Sábio, aqui tendo aprendido a língua galega.